# 釜石ガス
- 釜石ガス
- 釜石瓦斯

釜石ガス株式会社（かまいしガス、英: Kamaishi Gas Co., Ltd.、登記上の商号: 釜石瓦斯株式会社）は、岩手県釜石市に本社を置く一般ガス事業者。釜石市において都市ガス及びプロパンガスの供給を行う。

## 事業概要
都市ガス及びプロパンガス兼業の事業者である。創業当初、都市ガスは新日本製鐵釜石製鐵所より供給を受けたコークス炉ガスを原料としていたが、同製鉄所が高炉を停止した1988年からは6C、2004年からはプロパンガスを原料としたPA13Aにガス種を変更した。2014年（平成26年）1月にはLNG受け入れのためのサテライト施設が完成し、同年2月から天然ガスを主原料とする13Aガスの供給を開始した。

## 沿革
- 1957年（昭和32年）1月 - 会社設立。8月より供給開始。
- 1960年（昭和35年）4月 - 液化石油ガス販売許可取得。6月より事業開始。
- 1968年（昭和43年）6月 - LPガススタンド営業開始。
- 1988年（昭和63年）9月 - 6Cガス供給開始。
- 1992年（平成4年） - 三陸・海の博覧会に出展。
- 2004年（平成16年）6月 - 6CからPA13Aに熱量変更開始。同年12月に変更完了[2]。
- 2011年（平成23年）
  - 3月 - 東日本大震災により製造プラント損壊。ガス供給停止。その後、移動式ガス発生装置の利用により部分供給開始。
  - 4月 - 製造プラント復旧。導管供給再開。
- 2014年（平成26年）
  - 1月 - LNGサテライト施設が完成。
  - 2月 - 13Aガス供給開始。
  - 11月 - 本社住所を現在地に移転。